# 百貝岳
百貝岳（ひゃっかいだけ）は、大峰山脈に属する奈良県吉野郡黒滝村の山。百螺岳とも。古くは鳥栖（とりすみ）山と呼ばれた。

## 概要
吉野山の最奥、青根ヶ峰から西に延びる尾根にある。山頂より西の斜面山腹には鳥住（とりすみ）の集落が広がり、集落と山頂の間には鳥住春日神社と鳳閣寺とがある。鳳閣寺は理源大師聖宝が開創したと伝わる。
百螺岳と呼ばれるようになったのは、聖宝が宇多上皇の勅命を受けて、大蛇によって閉ざされていた大峯山を開山するにあたり、山頂に登り法螺貝を吹き鳴らし、その音が百の法螺貝を吹き鳴らしたように山々に響き渡ったためといわれる。大蛇は、この法螺貝の響きに誘われて、山に向かってきたので、聖宝は法力をもって呪縛し、お供の箱屋勘兵衛が大鉞をふるって大蛇を斬りつけ退治した、と伝えられる。鳳閣寺には退治した大蛇の骨と伝えられる動物の骨が保管されている。

## 登山ルート
現在は地蔵峠より鳥住春日神社へ自動車が通れる道路があり、そこから鳳閣寺を経て山頂に登ることができる。鳳閣寺から山頂へ至るルートは2つあり、1つは鳳閣寺の庫裏の裏から聖宝の廟塔を経て山頂に至るルートと、もう1つは鳳閣寺本堂の横を通り山腹を通って金峯神社へと至る登山道の途中から山頂に上がるルートがある。ともに2km以内である。
ポピュラーな登山ルートとしては金峯神社から尾根伝いに歩き、そのまま百貝岳に登り、聖宝の廟塔を経て鳳閣寺に下る（金峯神社より約1時間ほど）。

## 外部サイト
- 黒滝村 - 黒滝村の歴史・文化財
- 百螺岳と餅飯殿町 - （大和の傳説）